# Krasinec
Krasinec este o localitate din comuna Metlika, Slovenia, cu o populație de 215 locuitori.